# (11837) 1986 GD
1986 جي دي (ويعرف أيضًا باسم (11837) 1986 جي دي وفق تسمية الكوكب الصغير) (بالإنجليزية: 1986 GD)‏ هو كويكب ضمن حزام الكويكبات؛ وترتيبه 11837 من حيث الاكتشاف.
اكتُشف هذا الجُرم الفلكي بواسطة Poul Jensen (astronomer) ‏ في 2 أبريل 1986.

## وصلات خارجية
- (11837) 1986 GD في قاعدة بيانات مختبر الدفع النفاث لأجرام النظام الشمسي الصغيرة

- الاكتشاف · مخطط المدار ·  العناصر المدارية · المعلمات المادية

- (11837) 1986 GD على موقع ويكي سكاي: DSS2, SDSS, GALEX, IRAS, Hydrogen α, X-Ray, Astrophoto, Sky Map, Articles and images